# Áed Bréifnech mac Cathail Ruaid Ua Conchobair
Áed Bréifnech mac Cathail Ruaid Ua Conchobair  (mort en 1310)  est brièvement roi de Connacht de 1309 à 1310.

## Origine
Áed Bréifnech mac Cathail Ruaid Ua Conchobair appartient au Clan Muircheartaigh Uí Conchobhair, la lignée de Muirchertach Muimnech († 1210); un fils cadet de Toirdelbach Ua Conchobair «  Ard ri Erenn co fressabra » c'est-à-dire « Haut-roi en opposition ». Il est le 2e fils de Cathal Ruaid mac Conchobair Ruaid (mort en 1293) 

## Règne
Áed Bréifnech réussit à s'imposer sur le trône de Connacht en 1309 après avoir fait périr son homonyme et prédécesseur Áed mac Eógain Ua Conchobair, un descendant de la lignée de Cathal Crobderg Ua Conchobair Selon les annales son bref règne est particulièrement troublé. En 1310 Áed et le Clan Muircheartaigh Uí Conchobhair commettent  de grandes déprédations de représailles à l'encontre de  Mulrony Mac Dermot. les biens de Donough Mac Donough sont également pillés par eux et de nombreux chefs de son peuple sont capturés, d'autres sont tués et même brûlés. La femme de Mac Donough, qui était une fille de  O'Flanagan, est tuée  La même année le château de Bunfinne, ainsi que ses propriétés et ses réserves de blés, sont brulés par ses parents Ruaidri mac Cathail, Áed mac Mangus, et les gens de Áed Breifneach  Enfin  Áed Bréifnech  Ua Conchobair, le « digne héritier du royaume de Connacht », est tué par « traîtrise et tromperie » par Mac Quillin, l'un de ses compagnons. L'origine de ce meurtre serait un pot-de-vin ,

## Postérité
Il laisse deux fils:
- Aodh mac Aodha Bréifnigh Ua Conchobair roi de Connacht.
- Cathal tué en 1366 par Philippe Maguire (irlandais: Mág Uidhir), roi de Fermanagh [7].

## Sources
- (en) T.W Moody, F.X. Martin,F.J. Byrne, Maps, Genealogies, Lists. A companion to Irish History part II, Oxford, Oxford University Press, coll. « A New History of Ireland » (no 9), 2011, 674 p. (ISBN 9780199593064), p. 223-225 « O'Connors Ó Conchobhair Kings of Connacht 1183-1474  »  et généalogie n°28 et 29 (a)  p. 158-159
- (en) A Timeline of Irish History, Richard Killen Gill & Macmillan Dublin (2003)  (ISBN 07171-3484-9).
- (en) Goddard Henry Orpen (Introduction de Seán Duffy), Ireland under the Normands 1169-1333, vol. III, Dublin, Four Courts Press (réédition), 2005, 633 p. (ISBN 9781846828188), p. 361-376 The Conquest of Connaught 1224-37 & The Sub-infeudation of Connaught, 1237, and Afterwards p.377-393